# Elezioni governatoriali negli Stati Uniti d'America del 2006
Le elezioni governatoriali negli Stati Uniti d'America del 2006 si sono tenute il 7 novembre e insieme alle elezioni parlamentari hanno costituito le cosiddette elezioni di metà mandato (midterm elections) a metà del secondo mandato del Presidente George W. Bush. Sono stati eletti i governatori di 36 Stati su 50 e quelli di 3 territori non incorporati oltre al sindaco di Washington, che fa da governatore del distretto. Le ultime elezioni governatoriali regolari per tutti questi stati si erano tenute nel 2002. I governatori del New Hampshire e del Vermont vengono eletti ogni due anni, pertanto le elezioni più recenti in questi stati si erano tenute nel 2004.
Nelle elezioni ha prevalso il Partito Democratico, che ha vinto 20 stati su 36, mentre il Partito Repubblicano ne ha vinti 16. I democratici hanno conquistato 6 stati su 19 in cui governavano i repubblicani: Colorado, Arkansas, Ohio, New York, Maryland e Massachusetts, mentre i repubblicani non hanno conquistato nessuno stato detenuto dai democratici.
Al 2025, quelle del 2006 sono state le ultime elezioni in cui i democratici hanno vinto le elezioni in Wyoming, Ohio, Oklahoma, Tennessee e Iowa, e che un repubblicano ha vinto le elezioni in Minnesota.

## Stati federati
| Stato            | Governatore uscente       | Governatore uscente         | Democratici                   | Repubblicani                                                              | Altri                                                        | Governatore eletto        | Governatore eletto   |
| ---------------- | ------------------------- | --------------------------- | ----------------------------- | ------------------------------------------------------------------------- | ------------------------------------------------------------ | ------------------------- | -------------------- |
| Alabama          |                           | Bob Riley (R)               | Lucy Baxley — 41,6%           | Bob Riley — 57,5%                                                         |                                                              |                           | Bob Riley (R)        |
| Alaska           | Frank Murkowski (R)       | Tony Knowles — 41,0%        | Sarah Palin — 48,3%           | Andrew Halcro (I) — 9,5%                                                  | Sarah Palin (R)                                              |                           |                      |
| Arizona          |                           | Janet Napolitano (D)        | Janet Napolitano — 62,6%      | Len Munsil — 35,4%                                                        | Barry Hess (L) — 2,0%                                        |                           | Janet Napolitano (D) |
| Arkansas         |                           | Mike Huckabee (R)           | Mike Beebe — 55,6%            | Asa Hutchinson — 40,7%                                                    | Rod Bryan (I) — 2,0% Jim Lendall (V) — 1,7%                  | Mike Beebe (D)            |                      |
| California       | Arnold Schwarzenegger (R) | Phil Angelides — 38,9%      | Arnold Schwarzenegger — 55,9% | Peter Camejo (V) — 2,4% Art Olivier (L) — 1,3%                            |                                                              | Arnold Schwarzenegger (R) |                      |
| Carolina del Sud | Mark Sanford (R)          | Tommy Moore — 44,8%         | Mark Sanford — 55,1%          |                                                                           | Mark Sanford (R)                                             |                           |                      |
| Colorado         | Bill Owens (R)            | Bill Ritter — 57,0%         | Bob Beauprez — 40,2%          | Dawn Winkler (L) — 1,5%                                                   |                                                              | Bill Ritter (D)           |                      |
| Connecticut      | Jodi Rell (R)             | John DeStefano, Jr. — 35,5% | Jodi Rell — 63,2%             |                                                                           |                                                              | Jodi Rell (R)             |                      |
| Dakota del Sud   | Mike Rounds (R)           | Jack Billion — 36,1%        | Mike Rounds — 61,7%           | Steven J. Willis (C) — 1,2%                                               | Mike Rounds (R)                                              |                           |                      |
| Florida          | Jeb Bush (R)              | Jim Davis — 45,1%           | Charlie Crist — 52,2%         | Max Linn — 1,9%                                                           | Charlie Crist (R)                                            |                           |                      |
| Georgia          | Sonny Perdue (R)          | Mark Taylor — 38,2%         | Sonny Perdue — 58,0%          | Gary Hayes (L) — 3,8%                                                     | Sonny Perdue (R)                                             |                           |                      |
| Hawaii           | Linda Lingle (R)          | Randy Iwase — 35,4%         | Linda Lingle — 62,5%          | James Brewer Jr. (V) — 1,6%                                               | Linda Lingle (R)                                             |                           |                      |
| Idaho            | Jim Risch (R)             | Jerry Brady — 44,1%         | Butch Otter — 52,7%           | Marvin Richardson (C) — 1,6% Ted Dunlap (L) — 1,6%                        | Butch Otter (R)                                              |                           |                      |
| Illinois         |                           | Rod Blagojevich (D)         | Rod Blagojevich — 49,8%       | Judy Baar Topinka — 39,3%                                                 | Rich Whitney (V) — 10,2%                                     |                           | Rod Blagojevich (D)  |
| Iowa             | Tom Vilsack (D)           | Chet Culver — 54,0%         | Jim Nussle — 44,4%            |                                                                           | Chet Culver (D)                                              |                           |                      |
| Kansas           | Kathleen Sebelius (D)     | Kathleen Sebelius — 57,9%   | Jim Barnett — 40,4%           | Carl Kramer (L) — 1,0%                                                    | Kathleen Sebelius (D)                                        |                           |                      |
| Maine            | John Baldacci (D)         | John Baldacci — 38,1%       | Chandler Woodcock — 30,2%     | Barbara Merrill (I) — 21,6% Pat LaMarche (V) — 9,6%                       | John Baldacci (D)                                            |                           |                      |
| Maryland         |                           | Robert Ehrlich (R)          | Martin O'Malley — 52,7%       | Robert Ehrlich — 46,2%                                                    |                                                              | Martin O'Malley (D)       |                      |
| Massachusetts    | Mitt Romney (R)           | Deval Patrick — 55,6%       | Kerry Healey — 35,3%          | Christy Mihos (I) — 7,0% Grace Ross (V) — 2,0%                            | Deval Patrick (D)                                            |                           |                      |
| Michigan         |                           | Jennifer Granholm (D)       | Jennifer Granholm — 56,4%     | Dick DeVos — 42,3%                                                        |                                                              | Jennifer Granholm (D)     |                      |
| Minnesota        |                           | Tim Pawlenty (R)            | Mike Hatch — 45,7%            | Tim Pawlenty — 46,7%                                                      | Peter Hutchinson — 6,4%                                      |                           | Tim Pawlenty (R)     |
| Nebraska         | Dave Heineman (R)         | David Hahn — 24,5%          | Dave Heineman — 73,4%         |                                                                           | Dave Heineman (R)                                            |                           |                      |
| Nevada           | Kenny Guinn (R)           | Dina Titus — 43,9%          | Jim Gibbons — 47,9%           | Nessuno — 3,6% Christopher Hansen — 3,4% Craig Bergland (V) — 1,2%        | Jim Gibbons (R)                                              |                           |                      |
| New Hampshire    |                           | John Lynch (D)              | John Lynch — 74,0%            | Jim Coburn — 25,8%                                                        |                                                              |                           | John Lynch (D)       |
| New York         |                           | George Pataki (R)           | Eliot Spitzer — 65,7%         | John Faso — 27,1%                                                         |                                                              | Eliot Spitzer (D)         |                      |
| Nuovo Messico    |                           | Bill Richardson (D)         | Bill Richardson — 68,8%       | John Dendahl — 31,2%                                                      |                                                              | Bill Richardson (D)       |                      |
| Ohio             |                           | Bob Taft (R)                | Ted Strickland — 60,5%        | Ken Blackwell — 36,7%                                                     | Bill Peirce (L) — 1,8% Bob Fitrakis (V) — 1,0%               | Ted Strickland (D)        |                      |
| Oklahoma         |                           | Brad Henry (D)              | Brad Henry — 66,5%            | Ernest Istook — 33,5%                                                     |                                                              | Brad Henry (D)            |                      |
| Oregon           | Ted Kulongoski (D)        | Ted Kulongoski — 50,7%      | Ron Saxton — 42,7%            | Mary Starrett (C) — 3,6% Joe Keating (V) — 1,5% Richard Morley (L) — 1,2% | Ted Kulongoski (D)                                           |                           |                      |
| Pennsylvania     | Ed Rendell (D)            | Ed Rendell — 60,3%          | Lynn Swann — 39,6%            |                                                                           | Ed Rendell (D)                                               |                           |                      |
| Rhode Island     |                           | Donald Carcieri (R)         | Charles Fogarty — 49,0%       | Donald Carcieri — 51,0%                                                   |                                                              |                           | Donald Carcieri (R)  |
| Tennessee        |                           | Phil Bredesen (D)           | Phil Bredesen — 68,6%         | Jim Bryson — 29,7%                                                        |                                                              |                           | Phil Bredesen (D)    |
| Texas            |                           | Rick Perry (R)              | Chris Bell — 29,8%            | Rick Perry — 39,0%                                                        | Carole K. Strayhorn (I) — 18,1% Richard Friedman (I) — 12,4% |                           | Rick Perry (R)       |
| Vermont          | Jim Douglas (R)           | Scudder Parker — 41,1%      | James H. Douglas — 56,3%      |                                                                           | Jim Douglas (R)                                              |                           |                      |
| Wisconsin        |                           | Jim Doyle (D)               | Jim Doyle — 52,8%             | Mark Green — 45,4%                                                        | Nelson Eisman (V) — 1,9%                                     |                           | Jim Doyle (D)        |
| Wyoming          | Dave Freudenthal (D)      | Dave Freudenthal — 70,0%    | Ray Hunkins — 30,0%           |                                                                           | Dave Freudenthal (D)                                         |                           |                      |

## DC e Territori
| Territorio              | Governatore uscente | Governatore uscente         | Democratici              | Repubblicani          | Altri                    | Governatore eletto | Governatore eletto |
| ----------------------- | ------------------- | --------------------------- | ------------------------ | --------------------- | ------------------------ | ------------------ | ------------------ |
| Distretto di Columbia   |                     | Anthony Williams (D)        | Adrian Fenty — 89,7%     | David Kranich — 6,1%  | Chris Otten (V) — 4,1%   |                    | Adrian Fenty (D)   |
| Guam                    |                     | Felix Camacho (R)           | Robert Underwood — 48,0% | Felix Camacho — 50,2% |                          |                    | Felix Camacho (R)  |
| Isole Vergini Americane |                     | Charles Wesley Turnbull (D) | John de Jongh — 57,3%    | —                     | Kenneth Mapp (I) — 42,7% |                    | John de Jongh (D)  |